# Alex Wauters
Alex Wauters (Gent, 21 juli 1899 - Gent, 29 oktober 1965) was een Belgisch kunstschilder. Hoewel hij tijdens zijn eindexamenjaar al aangaf kunstschilder te willen worden moest hij van zijn vader naar de hogere Nijverheidsschool, waar hij technisch tekenen leerde. Zijn leraar machine-tekenen, die tevens amateur kunstschilder was, liet hem korte tijd in zijn atelier schilderen, echter zonder dat hij een echte opleiding ontving. Wauters was als kunstenaar autodidact. Hij werkte van 1920 tot 1940 als tekenaar in de Usines Carels te Gent en daarna tot 1964 als stedenbouwkundigtekenaar voor het Stadsbestuur van Gent.

## Werken
De catalogus van zijn werken, samengesteld door zijn weduwe, de kunstenares Elsa D'haen, omvat ca 1500 werken. Een aantal zijn in Belgische musea terecht gekomen. De meeste zijn in particulier bezit.

## Inspiratie
Een belangrijk thema van Wauters' schilderijen waren de wanen van psychiatrische patiënten, die hij van hen hoorde als hij op bezoek was in het psychiatrisch hospitaal van Dr. Guislain, waar zijn neef, de zoon van zijn zuster, was opgenomen. Werken met titels als Acrofobie, Insekten-fobie, Aliéné, Hallucinatie en Schizofreen met bokaal zijn daarvan voorbeelden.

## Selectie van werken
- Hallucinatie (cat nr 328, 1952), Belgische staat in bruikleen bij Museum voor Schone Kunsten, Gent
- Moeder met kindje aan de hand (cat nr 184, 1946), Museum voor Schone Kunsten (Gent)
- Nacht (cat 337, 1937), Museum voor Schone Kunsten (Gent)